# Saarijärvi (Pajala socken, Norrbotten, 753946-179916)
Saarijärvi är en sjö i Pajala kommun i Norrbotten och ingår i Torneälvens huvudavrinningsområde. Saarijärvi ligger i Pessinki fjällurskog Natura 2000-område.